# Vereinigungsplatz (Bukarest)

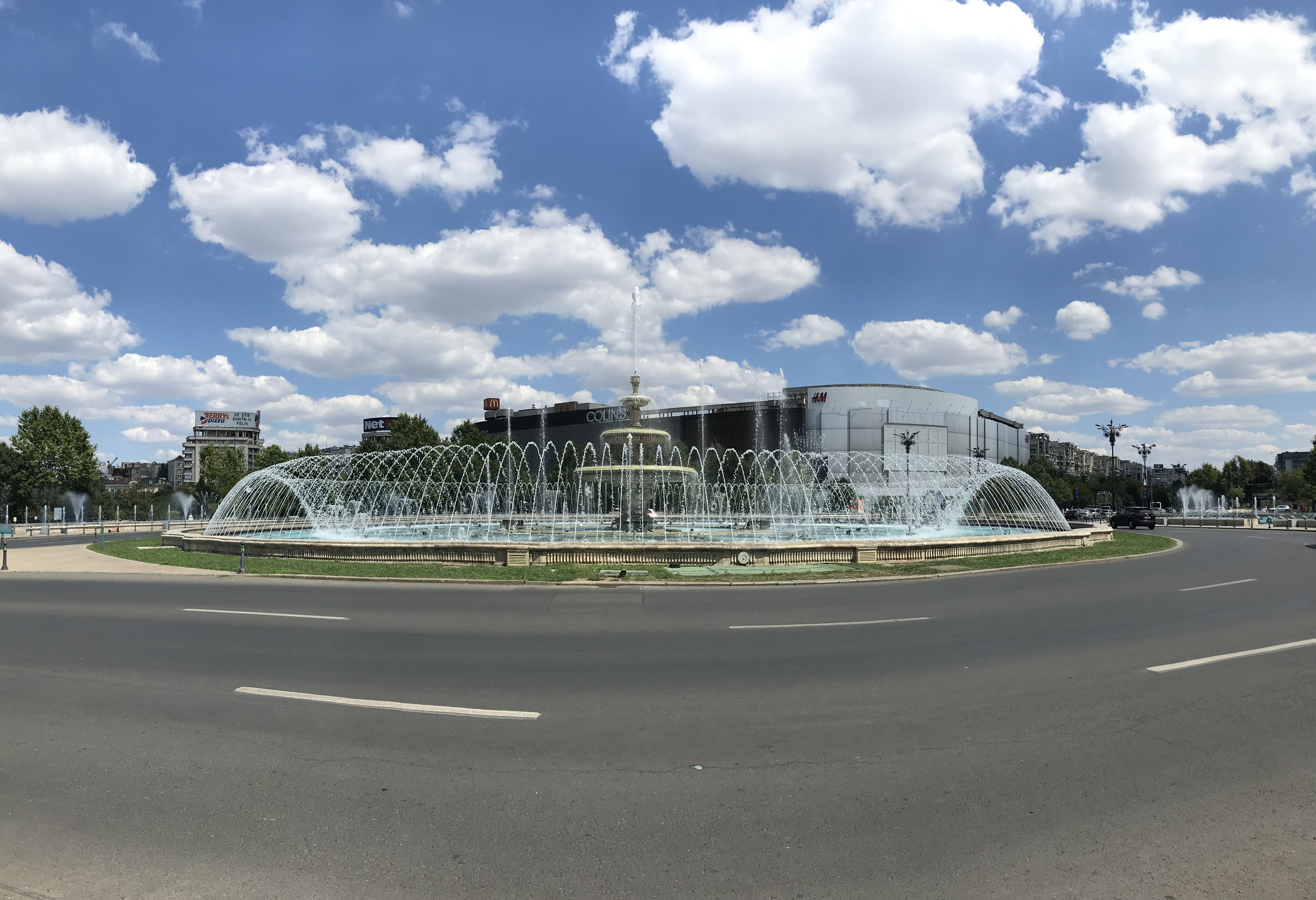
Platz der Vereinigung

Der Platz der Vereinigung (rumänisch Piața Unirii) ist einer der größten Plätze im Zentrum der rumänischen Hauptstadt Bukarest. Sein Name bezieht sich auf die Vereinigung Rumäniens zwischen 1862 und 1918.

## Beschreibung
Der Platz ist ein bedeutender Verkehrsknotenpunkt und befindet sich an der Stelle, an der die Stadtteile 1, 2, 3 und 4 aufeinandertreffen. Er wird vom Boulevard der Vereinigung (rum. Bulevardul Unirii) durchquert, der während der sozialistischen Diktatur Boulevard des Sieges des Sozialismus (rum. Bulevardul Victoriei Socialismului) hieß. Der Platz hat eine eigene U-Bahn-Station (Metro Piața Unirii) und eine wichtige Bushaltestelle und mehrere Straßenbahnhaltestellen in der Nähe der südwestlichen Ecke. Das Unirea Shopping Center, das Cocor-Kaufhaus und ein großer Taxistand befinden sich auf der Ostseite des Platzes, während der Gasthof Hanul lui Manuc sich auf der Nordseite, in der Nähe der nordöstlichen Ecke befindet. Die Mitte des Platzes bietet einen kleinen Park und einen Springbrunnen, der besonders in den heißen Sommermonaten bei den Passanten beliebt ist. Pläne, die Kathedrale der Erlösung des Volkes auf dem Platz zu bauen, erwiesen sich wegen der nahen Dâmbovița als nicht realisierbar.

## Geschichte

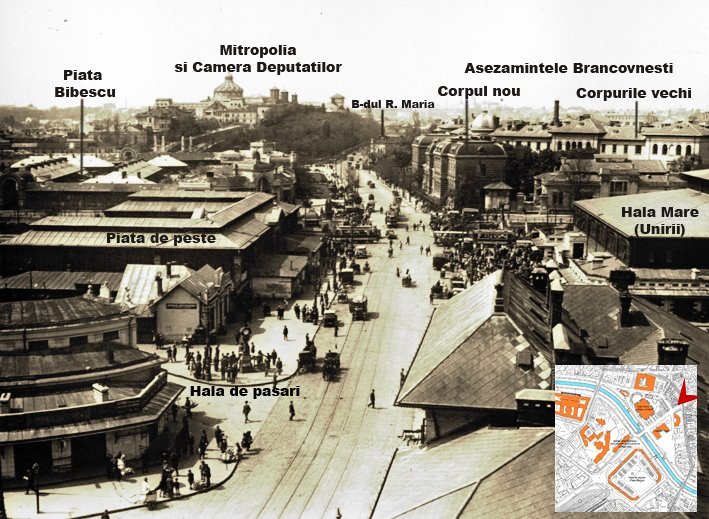
Ein Blick auf den Halele Unirii. Im Vordergrund ist links die Hala de păsări und etwas weiter hinter die Hala de pește, sowie rechts die Hala Mare. Weiter hinten ist rechts das Spitalul Brâncovenesc, sowie links die Piața Bibescu. Ganz hinten auf dem Berg ist die heute noch existierende Patriarhalkathedrale zu sehen

Obwohl der Platz heute nicht mehr historisch wirkt, war er früher ein wichtiger rumänischer Handelspunkt. Schon zu Beginn des 19. Jahrhunderts sammelten sich Händler aus allen Teilen der Walachei vor der Gaststätte Hanul lui Manuc, um ihre Waren zu verkaufen. Als sich Bukarest auch südlich der Dâmbovița ausdehnte, entstand dort ein großer Markt, wie uns auch der Name verrät (Piața Mare). Der Markt wurde immer beliebter, denn es kamen mit der Zeit sogar Händler aus der Moldau, Siebenbürgen und Bulgarien. Um eine bessere Übersicht der Waren zu gewährleisten, unterteilte man im Jahre 1831 den Markt in Kategorien, die sich mit der Zeit je eine eigene überdachte Kaufhalle bauen ließen. So entstanden 1831 die Hala Mare (der Fleischmarkt, auch Hala Centrală oder Hala Ghica); 1874 Piața Bibescu (unüberdachter Gemüsemarkt); 1883 Hala de fructe (der Obstmarkt); 1885 Hala de flori (der Blumenmarkt); 1887 Hala de pește (der Fischmarkt); und schließlich 1899: Hala de păsări (der Geflügelmarkt). Dieser Marktkomplex erhielt später den offiziellen Namen Hallen der Vereinigung (Halele Unirii). Ab 1960 fingen die Sozialisten an, ein Bürgerzentrum (Centrul Civic) zu planen. Dieses sollte wichtige Teile des historischen Stadtzentrums von Bukarest ersetzen, darunter auch das Hallenviertel. Schritt für Schritt wurden die Markthallen und die angrenzenden Stadtviertel abgerissen. 1960 fiel die Hala de flori; 1964 wurden große Teile des Gemüsemarktes Piața Bibescu demoliert; 1971 wurde die Dâmbovița im Zentrum von einer Betonschicht verdeckt; 1975: wurde durch einen Straßendurchbruch der Bulevardul Anul 1848 mitten durch das Stadtzentrum gebaut, dabei werden 1/5 des Stadtzentrums dem Erdboden gleichgemacht, darunter auch die Hala de păsări, sowie die Straße Bazaca. 1982 wurden alle Hallen bis auf die große Halle abgerissen, um  dem Centrul Civic Platz zu machen, ebenfalls wird das Spitalul Brâncovenesc abgetragen. 1983 fanden weitere Straßendurchbrüche statt: Bulevardul Unirii, Bulevardul Dimitrie Cantemir, Bulevardul Corneliu Coposu etc. 1985 wird schließlich die Hala Mare als letztes Marktgebäude abgerissen; sie muss dem Park auf der Piața Unirii weichen. In der Mitte des Platzes entstand 1989 ein monumentaler Springbrunnen, der 2018 erneuert und mit LED-Technik ausgestattet wurde.